# Josipa Gogić
Josipa Gogić (Osijek, 20. rujna 1985.) hrvatska pjesnikinja.

## Životopis
Rođena je u Osijeku, gdje je diplomirala 2008. godine na Ekonomskom fakultetu Sveučilišta Josipa Jurja Strossmayera u Osijeku. Radila je kao stručni suradnik na Rektoratu Sveučilišta Josipa Jurja Strossmayera u Osijeku, Odjelu za kulturologiju u Osijeku te Filozofskom fakultetu Osijek.
Do sada je objavila dvije zbirke poezije, za koje je dobila dvije književne nagrade. Njezina poezija je objavljena u hrvatskim književnim časopisima kao što su Zarez i Književna revija, kao i u publikacijama Osječka čitanka 2016. te Zbornik Društva hrvatskih književnika 2017. Poeziju je čitala u nekoliko hrvatskih gradova, gostovala u nekoliko televizijskih i radijskih emisija i imala svoju književnu večer. Njezina treća zbirka poezije izaći će u izdanju nakladničke kuće Fraktura. Članica je Društva hrvatskih književnika.

## Nagrade
1. Nagrada za najbolji pjesnički rukopis: 26. Pjesnički susreti u Drenovcima, svibanj 2015. - Male stvari
2. Nagrada za najbolju zbirku poezije: Hrvatska književna nagrada "Zdravko Pucak", Karlovac, srpanj 2015. - Nacrtati usne